# Estación Retiro (Metro de Salvador)
La Estación Retiro es una de las estaciones del Metro de Salvador, situada en Salvador en la confluencia de la Avenida Luís Eduardo Magalhães con la BR-324. Es una de las estaciones terminales que integran la Línea 1 del sistema, siendo el complemento del llamado "tramo 2" del metro (Acesso Norte ↔ Pirajá) con 7,3 km.
Fue inicialmente prevista para ser inaugurada a finales del mes de julio de 2014, un mes después de la inauguración de las otras 4 estaciones de la línea.

## Características
Estación de superficie con integración a una estación de autobuses urbanos.